# Zercidium
Zercidium is een monotypisch geslacht van spinnen uit de  familie van de Theridiidae (kogelspinnen).

## Soort
- Zercidium helenense Benoit, 1977